# Cosmophasis orsimoides
Cosmophasis orsimoides är en spindelart som beskrevs av Embrik Strand 1911. Cosmophasis orsimoides ingår i släktet Cosmophasis och familjen hoppspindlar. Inga underarter finns listade i Catalogue of Life.